# Miljevina
Miljevina (cyr. Миљевина) – wieś w Bośni i Hercegowinie, w Republice Serbskiej, w gminie Foča. W 2013 roku liczyła 973 mieszkańców.